# Járdányi Pál Zeneiskola
A Járdányi Pál Zeneiskola Budapest II. kerületében működő alapfokú művészeti iskola.   
A Járdányi Pál Zeneiskola a székhelyén kívül 15 telephelyen, a II. kerület iskoláiban működik, ahol mintegy 85 tanár tanítja a több mint 1000 növendéket, klasszikus zene műfajban (zongora, orgona, gitár, ütő, furulya, fuvola, oboa, klarinét, szaxofon, fagott, trombita, kürt, hegedű, brácsa, cselló, nagybőgő, magánének, illetve elméleti tárgyak: zenei előképző, szolfézs, zeneirodalom, kreatív zene-improvizáció, valamint csoportos tárgyak: zenekarok, együttesek, kamaraegyüttesek).  

## Az iskola története
A Járdányi Pál Zeneiskola Magyarország egyik legrégebbi alapítású zeneiskolája, múltja 1867-ig nyúlik vissza. 
A Budai Ének- és Zeneakadémia 1867-es megalapítása Madarassy Pál és Knahl Antal nevéhez fűződik, az iskola - amely akkor még egyleti, azaz egyesületi formában működött - támogatói között megtaláljuk I. Ferenc József uralkodót (1872-től évente 600, majd később 1200 forinttal támogatva a működést), valamint fiát, Rudolf főherceget, aki a működtető egyesület fővédnöke is volt közel 20 éven át. Az egyesületet az elnökség, illetve igazgatóválasztmány vezette, tagsága a budai zenekedvelő és zeneművelő polgárságból és tisztségviselőkből állt. Az első tiszteletbeli tagok között 1870-től kezdve Liszt Ferencet is ott találjuk, aki több ízben meg is látogatta az iskolát, részt vett hangversenyeken, jótanácsaival ellátva az akkori növendékeket.
Az 1869-ben megjelent alapszabály szerint a Budai Zeneakadémia Egyesület "célja többhangú vegyes ének-, valamint a nagy zenekarra írt művek kiképzése, amely alkalmas szerzemények magyar nyelveni előadása által elérni iparkodik." 1894-ben így fogalmazta meg célját az iskola: "a zeneművészet gyakorlása, ismertetése és terjesztése" - ezen célok azóta is változatlanok.  
A századfordulót követő viszontagságok, az I. világháború, majd az 1919-es Tanácsköztársaság alatt a Budai Zeneakadémia berendezését és vagyonát is összeírták, működése azonban nem szűnt meg, értékes hangszerállományát sikerült megőrizni. A II. világháború viszont mérhetetlen károkat okozott az iskola életében, 1944 tavaszától az oktatás akadozott, majd év végétől szünetelt, novemberben a kottatár és a hangszerállomány nagy része megsemmisült. 1945 júniusában a romok eltakarítását és a menthető hangszerek helyreállítását követően ősszel újra indulhatott a tanév.  
A kommunista hatalomátvétel és az államosítás után gyökeresen átszervezett intézmény, új nevén Budai Zeneakadémia Tanárainak Munkaközössége megmentését az iskola egykori tanára, Váczi Károly (1950–1952) szívügyének érezte. Utódja, Lichter Imréné (1952−1969) a körzetesítést követően tanulói és tanári létszámban igencsak meggyarapodott Fővárosi Zeneiskola Szervezet 3. számú Körzeti Zeneiskolájának állt határozottan az élére. A fiatal és energikus dr. Vimmer Lászlóné (1969−1984) nevéhez fűződik a Fővárosi II. Kerületi Állami Zeneiskola átköltözésének lebonyolítása (1970) a korábbiaknál megfelelőbb épületbe, és egy új sípos orgona építése (1973). Polonkai Istvánné (1984–1985) átmeneti megbízatása után, a rendszerváltás óta legfontosabb érdemi újdonságként M. Bartha Emőke (1985−2005) igazgatósága alatt, 1991-ben az intézmény felvette a II. kerületben alkotó jeles zeneszerző, zenepedagógus és népzenekutató, Járdányi Pál (1920–1966) nevét. A Járdányi Pál Zeneiskola Alapfokú Művészeti Iskola akkori vezetője, Vimmer Erika (2005-2020) – a magas színvonalú tehetségfejlesztő munka elismeréseként – 2013-ban első-, 2017-ben pedig másodízben vehette át az iskola számára az „Akkreditált Kiváló Tehetségpont” címet, majd 2020-ban a magyar művészeti nevelés-oktatás terén elért kiemelkedő eredményeiért a "Magyar Művészetoktatásért" intézményi szakmai díjat.